# Barry Forde
Barry Ricardo Forde (ur. 17 września 1976 w Saint James) – barbadoski kolarz torowy, dwukrotny medalista mistrzostw świata.

## Kariera
Największy sukces w karierze Barry Forde osiągnął w 2005 roku, kiedy zdobył srebrny medal w keirinie podczas mistrzostw świata w Los Angeles, ulegając jedynie Teunowi Mulderowi z Holandii. Na rozgrywanych dwa lata wcześniej mistrzostwach świata w Stuttgarcie w tej samej konkurencji Forde był trzeci – wyprzedzili go tylko Francuz Laurent Gané i Australijczyk Jobie Dajka. Ponadto Forde zwyciężał na panamerykańskich mistrzostwach w kolarstwie w sprincie indywidualnym (w Medellín w 2001 roku) oraz w sprincie i keirinie (Mar del Plata w 2005 roku). Na igrzyskach panamerykańskich w Santo Domingo w 2003 roku Barry był najlepszy w sprincie indywidualnym. W 2004 roku startował na igrzyskach olimpijskich w Atenach, gdzie w tej samej konkurencji był szósty.
W 2005 roku Forde został zawieszony na dwa lata za stosowanie dopingu. W 2008 roku powrócił do zawodowego kolarstwa, jednak w marcu 2011 roku ogłosił zakończenie kariery.
Jego ojciec – Colin Forde również reprezentował Barbados w kolarstwie.